# Seznam arcibiskupů a patriarchů Srbské pravoslavné církve

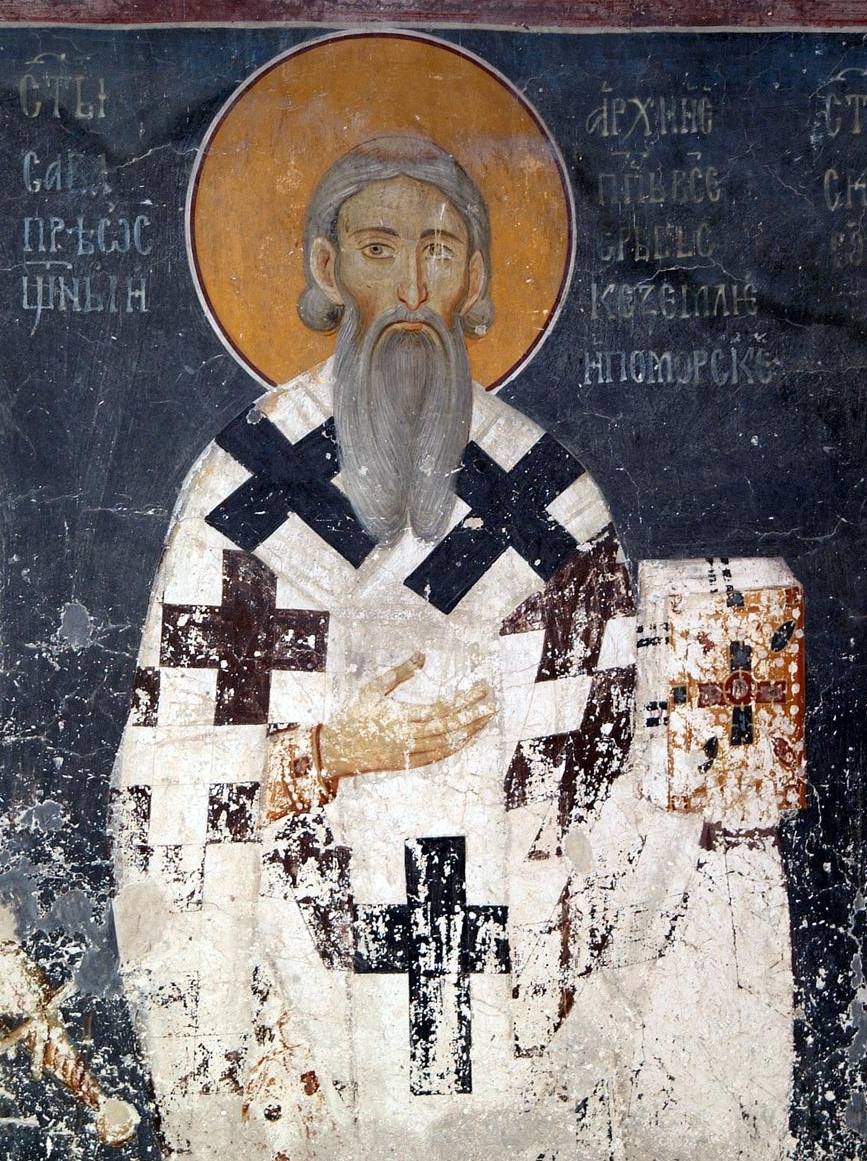
Svatý Sáva Srbský, zakladatel a první arcibiskup Srbské pravoslavné církve

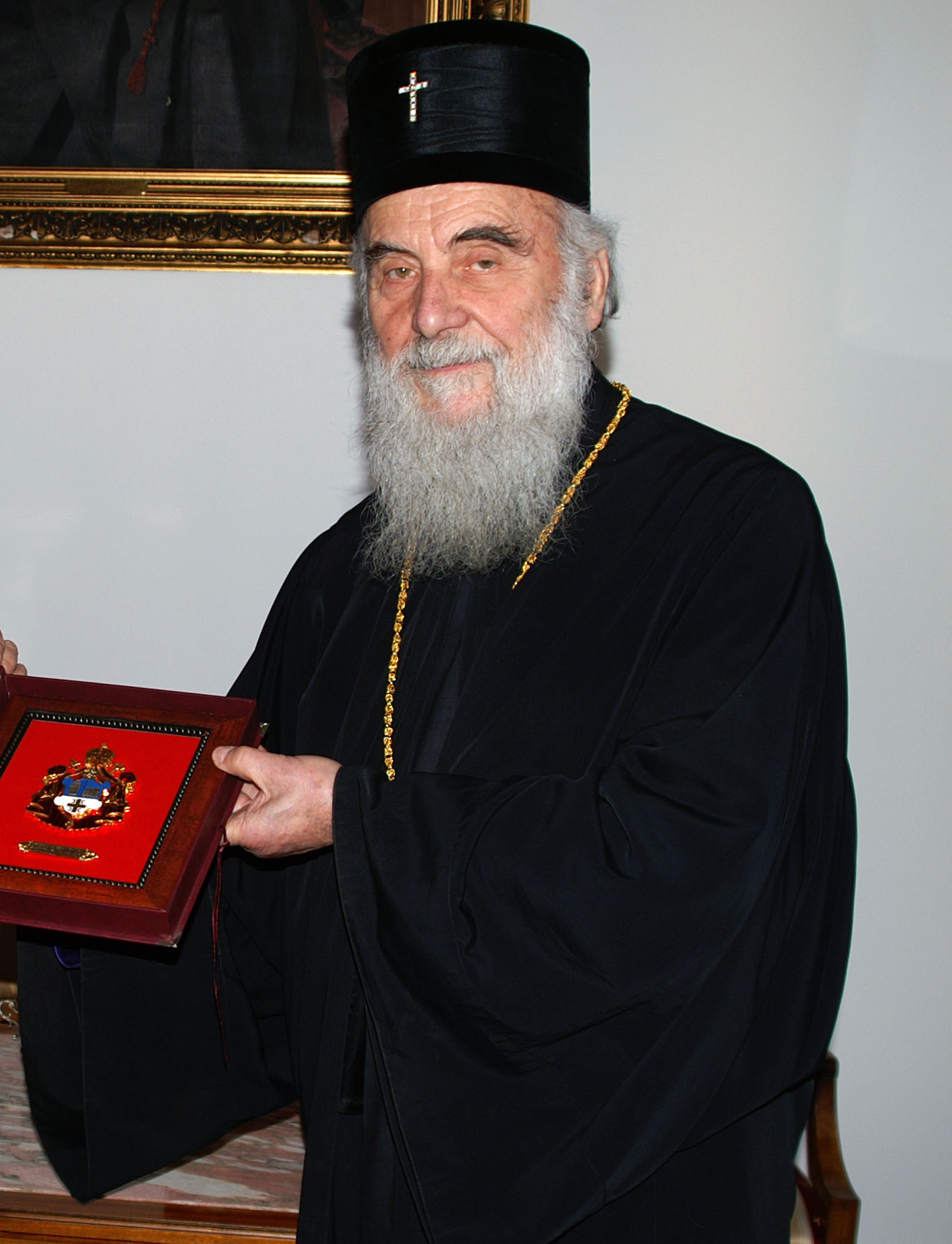
Vladyka Irenej, patriarcha Srbské pravoslavné církve v letech 2010–2020

Tento seznam arcibiskupů a patriarchů Srbské pravoslavné církve zahrnuje arcibiskupy patriarchy Srbské pravoslavné církve:

## Arcibiskupové
Historicky jako arcibiskupové srbských zemí a západního pobřeží
| Arcibiskup        | Období    |
| ----------------- | --------- |
| Sv. Sáva          | 1219–1234 |
| Sv. Arsenije I.   | 1234–1267 |
| Sv. Sáva II.      | 1264–1271 |
| Danilo I.         | 1271–1272 |
| Sv. Joanikije I.  | 1272–1279 |
| Sv. Jevstatije I. | 1279–1286 |
| Sv. Jakov         | 1286–1292 |
| Jevstatije II.    | 1292–1309 |
| Sáva III.         | 1309–1316 |
| Sv. Nikodim I.    | 1317–1324 |
| Danilo II.        | 1324–1337 |
| Joanikije II      | 1338–1354 |

## Patriarchové
Historicky jako patriarchové srbkých zemí a západního pobřeží, částečně též jako patriarchové srbští, bulharští a ilyrští, obvyklé souhrnné označení jako patriarcha pećský
| Patriarcha               | Období          |
| ------------------------ | --------------- |
| Joanikije II.            | 1346–1354       |
| Sáva IV.                 | 1354–1375       |
| Jefrem                   | 1375–1382       |
| Spiridon                 | 1382–1387       |
| Danilo III.              | 1389            |
| Sáva V.                  | 1389–1404       |
| Danilo IV.               | 1406            |
| Ćirilo I.                | 1407–1419       |
| Nikon                    | 1420–1435       |
| Teofan                   | 1446            |
| Nikodim II.              | 1446–1452       |
| Arsenije II.             | 1457–1463       |
| Janićije                 | 1506            |
| Jovan                    | 1508            |
| Teodosije                | 1520            |
| Marko                    | 1524            |
| Pavle                    | 1530–1541       |
| Teofan                   | 1544            |
| Josif                    | 1544            |
| Makarije                 | 1557–1574       |
| Antonije                 | 1572–1575       |
| Đerasim                  | 1575–1586       |
| Savatije                 | 1587            |
| Nikanor                  | 1589            |
| Jerotije                 | 1591            |
| Filip                    | 1592            |
| Jovan                    | 1592–1614       |
| Pajsije                  | 1614–1648       |
| Gavrilo I. Rajić         | 1648–1655       |
| Maksim                   | 1655–1674       |
| Arsenije III. Crnojević  | 1674–1690       |
| Kalinik I. Skopljanac    | 1691–1710       |
| Atanasije I.             | 1711–1712       |
| Mojsije Rajović          | 1712–1725       |
| Arsenije IV. Jovanović   | 1725–1737       |
| Joanikije III. Grk       | 1737–1746       |
| Atanasije II. Gavrilović | 1747–1752       |
| Gavrilo II. Sarajevac    | 1752            |
| Gavrilo III. Grk         | 1758            |
| Vićentije Stefanović     | 1758            |
| Pajsije II. Grk          | 1758            |
| Gavrilo IV. Grk          | 1758            |
| Ćirilo II.               | 1759            |
| Vasilije Brkić           | 1763–1767, 1772 |
| Kalinik II. Grk          | 1765–1766       |

Patriarchát byl zrušen Osmany a podřízen ekumenickému patriarchátu

## Metropolité karlovičtí
Po zrušení patriarchátu zůstala církev mimo území osmanské říše samostatná
- Arsenije IV. Jovanović Šakabenta (1737–1748)
- Pavle Nenadović (1749–1768)
- Jovan Đorđević (1768–1773)
- Vikentije III. Jovanović Vidak (1774–1780)
- Mojsije Putnik (1780–1790)
- Stefan I. Stratimirović (1790–1836)
- Stefan II. Stanković (1836–1841)

## Patriarchové karlovičtí
- Josif Rajačić (1842–1861)
- Samuilo Maširević (1861–1870)
- Arsenije Stojković (1870–1872,1874,1881)
- Prokopije Ivačković (1874–1879)
- Grigorije I. Anđelić (1878–1888)
- Georgije II. Branković (1888–1907)
- Lukijan Bogdanović (1908–1913)
- Miron Nikolić (1914–1919)
- Georgije III. Letić (1919–1920)

## Metropolité bělehradští
V letech 1766 až 1831 podřízení ekumenickému patriarchátu, poté samostatní
- Jeremija (1766–1784)
- Dionizije I. (1785–1791)
- Metodije (1791–1801)
- Leontios (1801–1813)
- Dionizije II. (1813–1815)
- Agathangelos (1815–1827)
- Kiril (1825–1827)
- Anthimos (1827–1831)
- Melentije Pavlović (1831–1833)
- Petar Jovanović (1833–1859)
- Mihailo Jovanović (1859–1881)
- Teodosije Mraović (1883–1889)
- Mihailo Jovanović (1889–1898)
- Inokentije Pavlović (1898–1905)
- Dimitrije Pavlović (1905–1920)

## PatriarchovéSrbska
Oficiálně metropolité bělehradští a karlovičtí, arcibiskupové pécští a srbští patriarchové
- Dimitrije Pavlović (1920–1930)
- Varnava Rosić (1930–1937)
- Gavrilo V. Dožić (1938–1950)
- Vikentije II. (1950–1958)
- German Đorić (1958–1990)
- Pavle Stojčević (1990–2009)
- Irinej Gavrilović (2010–2020)
- Porfirije Perić (od 2021)